# Đa Lộc, Hậu Lộc
Đa Lộc là xã ven biển thuộc huyện Hậu Lộc, tỉnh Thanh Hóa, Việt Nam.

## Diện tích và dân số
Xã Đa Lộc có diện tích 12,07 km².
Dân số của xã Đa Lộc:
- Theo Tổng điều tra dân số năm 1999: 8.507 người[1].
- Theo Tổng điều tra dân số năm 2009: 7.694 người với 1.981 hộ gia đình, gồm 3.784 nam và 3.910 nữ[2].

## Địa giới hành chính

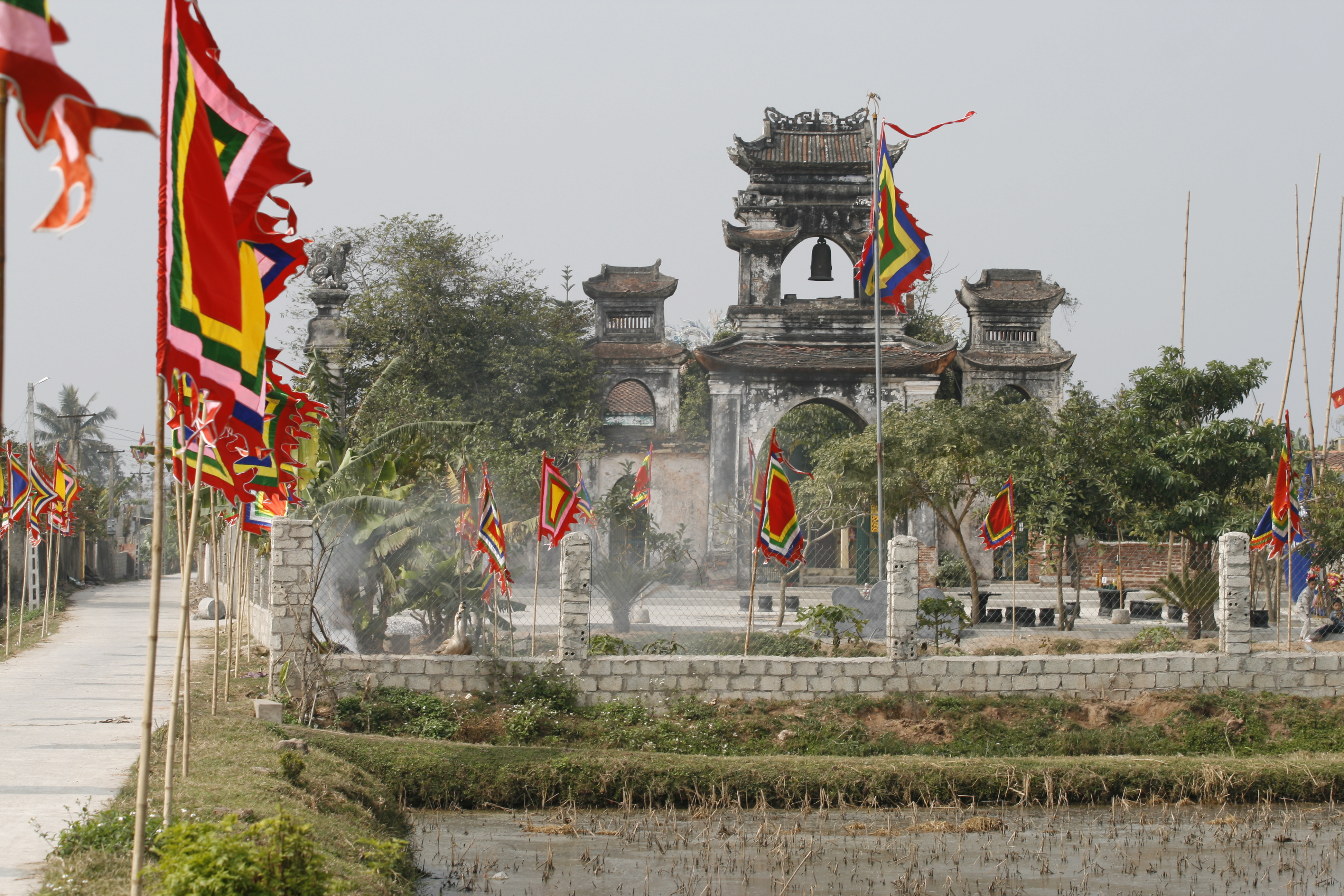
Đền thờ trên địa bàn xã Đa Lộc

Xã Đa Lộc nằm ở phía đông của huyện Hậu Lộc và thuộc hữu ngạn sông Lèn.
- Phía đông và phía nam giáp vịnh Bắc Bộ;
- Phía tây giáp xã Hưng Lộc, huyện Hậu Lộc và xã Nga Thạch, huyện Nga Sơn;
- Phía bắc giáp các xã Nga Bạch và Nga Thủy, huyện Nga Sơn.

## Hành chính
Xã Đa Lộc được chia thành 09 thôn: Đông Hải,  Đông Tân, Đồng Thành, Hùng Thành, Mỹ Điền, Ninh Phú, Vạn Thắng, Yên Hòa, Yên Lộc.